# Ualabi rupestre
Els ualabis rupestres (Petrogale) són un gènere de ualabi. Són animals de mida mitjana, sovint amb colors cridaners i molt àgils i viuen en zones on el terreny rocós i escarpat els ofereix un refugi durant les hores del dia. Els mascles són una mica més grans que les femelles, amb una llargada corporal de fins a 59 cm, amb una cua de 79 cm de llarg.

## Taxonomia
- Gènere Petrogale
  - Grup d'espècies P. brachyotis

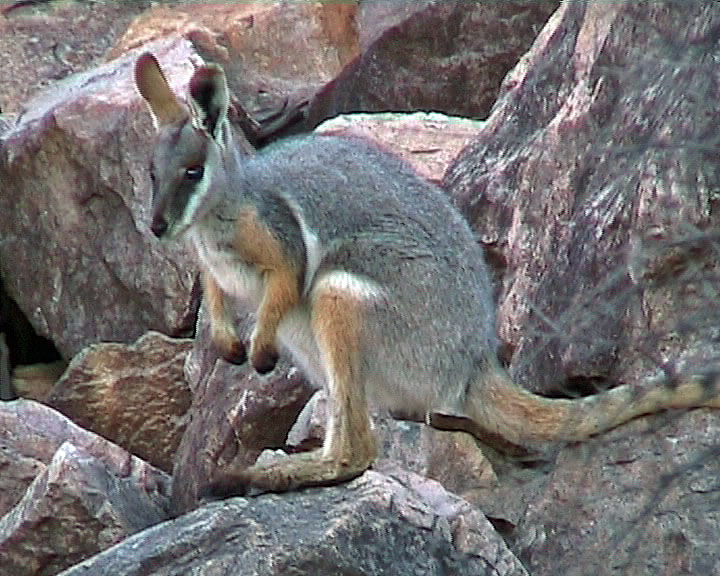
Ualabi rupestre de cua anellada

    - Ualabi rupestre d'orelles curtes, Petrogale brachyotis
    - Ualabi rupestre de Burbidge, Petrogale burbidgei
    - Ualabi rupestre petit, Petrogale concinna

  - Grup d'espècies P. xanthopus
    - Ualabi rupestre de Prosèrpina, Petrogale persephone
    - Ualabi rupestre de Rothschild, Petrogale rothschildi
    - Ualabi rupestre de cua anellada, Petrogale xanthopus

  - Grup d'espècies P. lateralis/penicillata
    - Ualabi rupestre de l'illa Great Palm, Petrogale assimilis
    - Ualabi rupestre del Cap York, Petrogale coenensis
    - Ualabi rupestre de Godman, Petrogale godmani
    - Ualabi rupestre de Herbert, Petrogale herberti
    - Ualabi rupestre desguarnit, Petrogale inornata
    - Ualabi rupestre de peus negres, Petrogale lateralis
    - Ualabi rupestre de Mareeba, Petrogale mareeba
    - Ualabi rupestre de cua de pinzell, Petrogale penicillata
    - Ualabi rupestre de coll porpra, Petrogale purpureicollis
    - Ualabi rupestre del mont Claro, Petrogale sharmani